# Lista de prefeitos de Matina
Esta é a lista de prefeitos do município de Matina, estado brasileiro da Bahia, incluindo o primeiro prefeito nomeado pelo governador estadual, logo, após sua emancipação política em 1989 e a sucessão de chefes do Poder Executivo municipal a partir das eleições municipais que ocorreram em 1992.
| Nº | Nome                                                             | Imagem                              | Partido                                    | Vice-Prefeito                                      | Início do mandato      | Fim do mandato                           | Observações |
| 1  | Francisco José Cardoso de Castro "Doutor Zezito"                 |                                     | Partido Democrata Cristão PDC              | não aplicável                                      | 1° de janeiro de 1990  | 31 de dezembro de 1992                   | Prefeito nomeado pelo governador estadual Nilo Coelho. Foi o primeiro chefe do Poder Executivo municipal                |
| 2  | Carlos Alberto Fernandes "Beto" (Riacho de Santana, 16.04.1957–) |                                     | Partido da Frente Liberal PFL              | ignorado                                           | 1° de janeiro de 1993  | 31 de dezembro de 1996                   | Prefeito eleito em 1992 em sufrágio universal. Foi o primeiro prefeito eleito por voto popular                          |
| 3  | Francisco José Cardoso de Castro "Doutor Zezito"                 |                                     | Partido Trabalhista Brasileiro PTB         | ignorado                                           | 1° de janeiro de 1997  | 31 de dezembro de 2000                   | Prefeito eleito em sufrágio universal.                                                                                  |
| 4  | Carlos Alberto Fernandes "Beto" (Riacho de Santana, 16.04.1957–) |                                     | Partido Liberal PL                         | ignorado                                           | 1° de janeiro de 2001  | 31 de dezembro de 2004                   | Prefeito eleito em sufrágio universal.                                                                                  |
| 5  | Olga Gentil de Castro Cardoso (Riacho de Santana, 12.01.1954–)   |                                     | Partido Trabalhista Cristão PTC            | Welton Rodrigues Ferreira "Welton Crente" (PMDB)   | 1° de janeiro de 2005  | 31 de dezembro de 2008                   | Prefeita eleita em sufrágio universal. Ela é cônjuge do ex-prefeito Doutor Zezito, pertencente a um clã político local. |
| 5  | Olga Gentil de Castro Cardoso (Riacho de Santana, 12.01.1954–)   | Partido Comunista do Brasil PC do B | Juscélio Alves Fonseca (PP)                | 1° de janeiro de 2009                              | 31 de dezembro de 2012 | Prefeita reeleita em sufrágio universal. | |
| 6  | Juscélio Alves Fonseca (Matina, 19.11.1969–)                     |                                     | Progressistas PP                           | Merivaldo Cardoso Santana "Doutor Merivaldo" (PDT) | 1° de janeiro de 2013  | 31 de dezembro de 2016                   | Prefeito eleito em sufrágio universal.                                                                                  |
| 6  | Juscélio Alves Fonseca (Matina, 19.11.1969–)                     | Otílio de Souza Fernandes (PSD)     | Progressistas PP                           | 1° de janeiro de 2017                              | 31 de dezembro de 2020 | Prefeito reeleito em sufrágio universal. | |
| 7  | Olga Gentil de Castro Cardoso (Riacho de Santana, 12.01.1954–)   |                                     | Partido Liberal PL                         | Irineu Bezerra do Prado Fernandes (PL)             | 1° de janeiro de 2021  | 31 de dezembro de 2024                   | Prefeita eleita em sufrágio universal. Ela é cônjuge do ex-prefeito Doutor Zezito, pertencente a um clã político local. |
| 7  | Olga Gentil de Castro Cardoso (Riacho de Santana, 12.01.1954–)   | Partido Social Democrático PSD      | Irineu Bezerra do Prado Fernandes (AVANTE) | 1° de janeiro de 2025                              | Atualidade             | Prefeita reeleita em sufrágio universal. | |